# Oldřich Vlach
Oldřich Vlach (* 3. července 1941 Bezděkov u Klatov) je český herec.

## Život
Herectví se věnoval od mládí, ochotnicky hrál už během svých středoškolských studii na gymnáziu a na stavební průmyslovce. Po absolutoriu DAMU hrál od roku 1966 v Divadle Na zábradlí, odkud pak v roce 1991 přešel do Divadla na Vinohradech, kde byl v angažmá až do počátku roku 2020 a ztvárnil zde mnoho výrazných rolí.
Ve filmu a v televizi si zahrál celou řadu rolí, v převážné míře se jednalo o drobnější role vedlejší či epizodní. Mezi jeho nejznámější postavy patří např. role rostlináře /agronoma/ Kunce v Menzelově filmu Vesničko má středisková, role předsedy Brabence v Bočanově seriálu Zdivočelá země nebo role doktora ve filmu Cena medu. Dále účinkoval například v seriálu My holky z městečka. Z jeho současných rolí jmenujme faráře Svěceného z cyklu Ach, ty vraždy!, pana Procházku ze seriálu Cukrárna, negramotného příslušníka SNB Pačesa staršího ve filmu Občanský průkaz, též účinkoval v cyklu Ďáblova lest. Nejnověji (2012) pak ztvárnil bývalého komunistu Frantu Bareše v seriálu Život je ples. Ve stejném roce účinkoval také ztvárnil postavu Antonína Sovy staršího ve spin-offové sérii Osudy seriálu Vyprávěj.
Je také výrazným a úspěšným dabingovým hercem. V 90. letech 20. století daboval myšáka Koumáka v seriálu Animáci.
V té době absolvoval řadu léčebných lázeňských pobytů v lázních Třeboň.

## Divadelní role
- 2003 Jean-Claude Grumberg: Krejčovský salon, Max, Divadlo na Vinohradech, režie Petr Novotný
- 2004 Brian Friel: Lásky paní Katty, Patrik Quinn, Divadlo na Vinohradech, režie Vladimír Strnisko
- 2004 William Shakespeare: Macbeth, Duncan, Divadlo na Vinohradech, režie Hana Burešová
- 2005 David Radok: Popis jednoho zápasu, Otec, Divadlo Na zábradlí, režie David Radok
- 2005 Brian Friel: Lásky paní Katty, Patrik Quinn, Divadlo Na Jezerce, režie Vladimír Strnisko
- 2005 Terence McNally: Donaha!, Reg Willoughby, Divadlo na Vinohradech, režie Radek Balaš
- 2006 Ken Ludwig: Shakespeare v Hollywoodu, Sam Warner, Divadlo na Vinohradech, režie Jana Kališová
- 2006 William Shakespeare: Richard II., Druhý zahradník, Divadlo na Vinohradech, režie Lucie Bělohradská
- 2007 Jean Giraudoux: Bláznivá ze Chaillot, Číšník Marcial, Divadlo na Vinohradech, Karel Kříž
- 2007 Friedrich Dürrenmatt: Herkules a Augiášův chlív, Herkules, Divadlo na Vinohradech, režie Jaroslav Brabec
- 2007 Milena Jelínková: Adina, Barman, Divadlo na Vinohradech, režie Martin Stropnický
- 2008 Ödön von Horváth: Na krásné vyhlídce, Müler, Divadlo na Vinohradech, režie Michal Dočekal
- 2009 Lev Birinskij: Mumraj, Nikita, Divadlo na Vinohradech, režie Ivan Rajmont
- 2009 Federico Fellini: Zkouška orchestru, Senior, Divadlo na Vinohradech, režie Martin Stropnický
- 2010 Antonín Procházka: Fatální bratři, Otec, Agentura Harlekýn Praha, režie Antonín Procházka
- 2010 Tom Stoppard: Na flámu, Hupfer, Divadlo na Vinohradech, režie Zdeněk Černín
- 2011 Molière: Tartuffe, Kleantes, Divadlo na Vinohradech, režie Štěpán Pácl
- 2012 Jerzy Kosinski: Byl jsem při tom, Německý hrabě, Divadlo na Vinohradech, režie Martin Stropnický
- 2012 William Shakespeare: Zkrocení zlé ženy, Battista Minola, Divadlo na Vinohradech, režie Juraj Deák
- 2013 Alexandr Nikolajevič Ostrovskij: Les, Vosmibratov, Divadlo na Vinohradech, režie Daniel Hrbek
- 2014 Arthur Wing Pinero: Soudce v nesnázích, Wormington, Divadlo na Vinohradech, režie Tomáš Töpfer

## Rozhlasové role
- 2011 Ödön von Horváth: Neznámá ze Seiny – zpracováno v Českém rozhlasu jako rozhlasová hra, překlad Jiří Stach., rozhlasová úprava a dramaturgie Renata Venclová, režie Aleš Vrzák, Hráli: Albert (Martin Finger), Silberling (Pavel Rímský), Nicolo (Václav Neužil), Irena (Dana Černá), Emil (Radek Holub), Arnošt (Kamil Halbich), Neznámá (Šárka Vaculíková), Domovnice (Bohumila Dolejšová), Klára (Týna Průchová), policista (Oldřich Vlach) a Lucille (Klára Sedláčková-Oltová).[2]